# Winthemia amplipilosa
Winthemia amplipilosa là một loài ruồi trong họ Tachinidae.